# Provinz Rheinland-Hessen-Nassau
Die Provinz Rheinland-Hessen-Nassau (auch Provinz Rheinland/Hessen-Nassau geschrieben) war eine kurzlebige durch die französische Besatzungsmacht geschaffene Verwaltungseinheit im heutigen Rheinland-Pfalz.

## Geschichte
Die amerikanische Besatzungsmacht hatte am 30. April 1945 den früheren Oberpräsidenten der Rheinprovinz, Hans Fuchs, wieder in sein altes Amt berufen; sein Dienstsitz wurde zunächst Bonn. Südlich der alten Rheinprovinz hatten die Amerikaner am 10. Mai 1945 eine Provinzialregierung Saar-Pfalz und Rheinhessen mit Sitz in Neustadt an der Haardt gebildet, die dann mit Wirkung vom 1. Juni 1945 auf Kosten der Rheinprovinz um die rheinischen Regierungsbezirke Trier und Koblenz erweitert und in Oberregierungspräsidium Mittelrhein-Saar umbenannt worden war, dessen Zuständigkeitsbereich so im Wesentlichen die heutigen Bundesländer Rheinland-Pfalz und Saarland, jedoch noch ohne die nassauischen Kreise umfasste.
Nach Übergabe des Gebietes an die französische Besatzungsmacht bildete diese auf Ebene ihrer Militärverwaltung mit Verfügung vom 5. September 1945 aus den Regierungsbezirken Trier und Koblenz einschließlich der vier nassauischen Landkreise Westerburg, Montabaur, Dietz und St. Goarshausen die Provinz Rheinland-Hessen-Nassau (im amtlichen französischen Text Délégation Supérieure de Rhénanie, Hesse-Nassau, wobei das gesamte Gebiet zugleich auch noch als province de Rhénanie (Provinz Rheinland) bezeichnet wurde). Die Provinz war unterteilt in die délégations de district (Bezirksdelegationen) Trèves (Trier), Coblence (Koblenz) und Hesse-Nassau (Hessen-Nassau). Die deutschen Verwaltungsstellen wurden sodann am 19. November 1945 angewiesen, eine gemeinsame Oberbehörde für dieses Gebiet mit Sitz in Koblenz aufzubauen. Am 30. November 1945 wurde Claude Hettier de Boislambert zum Militärgouverneur bestellt, am 2. Dezember 1945 schließlich Wilhelm Boden als deutscher Oberpräsident.
Zu dieser Zeit wurden die vier in der französischen Zone liegenden nassauischen Kreise vom Regierungsbezirk Koblenz verwaltet. Im Mai 1946 wurden diese aber wieder aus dem Regierungsbezirk Koblenz ausgegliedert und bildeten fortan den Regierungsbezirk Montabaur innerhalb derselben Provinz.
Schließlich verfügte die Militärregierung am 8. Oktober 1946 den Anschluss der Kreise Mainz, Bingen, Alzey und Worms, die den damaligen Regierungsbezirk Mainz bildeten, an die Provinz Rheinland der Französischen Besatzungszone.
Die Geschichte der Provinz Rheinland-Hessen-Nassau endete mit Inkrafttreten der rheinland-pfälzischen Verfassung im Mai 1947, die in Artikel 78 die Bezirke Koblenz, Montabaur, Rheinhessen und Trier und Pfalz vorsah.

## Oberpräsident
Einziger Oberpräsident der Provinz war der vorherige Regierungspräsident von Koblenz und spätere rheinland-pfälzische Ministerpräsident Wilhelm Boden.